# Thallo Mons
Thallo Mons is een berg op de planeet Venus. Thallo Mons werd in 1985 genoemd naar Thallo, een van de Horae uit de Griekse mythologie.
De berg heeft een diameter van 40 kilometer en bevindt zich in het quadrangle Pandrosos Dorsa (V-5).